# Bännjerrück
Bännjerrück ist ein Stadtteil der kreisfreien Großstadt Kaiserslautern in Rheinland-Pfalz, gelegen auf einem Höhenrücken südwestlich der Kernstadt.

## Lage
Der Stadtteil liegt zwischen der Siedlung Am Belzappel, dem Stadtteil Vogelweh und der Innenstadt West; von letzterer wird er durch die Brandenburger Straße getrennt. Südöstlich liegt die Karl-Pfaff-Siedlung, am Übergang zu dieser liegt der Bahnhaltepunkt Galgenschanze.
Am nördlichen Ortsrand verlaufen die Pariser Straße und die Bahnstrecke Mannheim–Saarbrücken. Im Südwesten grenzt der Stadtteil an den Pfälzerwald.

## Geschichte
Der Ostteil des Bännjerrücks nahe beim historischen Pfaffwerk, insbesondere entlang der Straße „Auf dem Bännjerrück“ oberhalb der späteren Karl-Pfaff-Siedlung, entwickelte sich ab den 1920er Jahren. Der Westteil wurde zwischen 1950 und 1970 angelegt, um die Wohnungsnot der Nachkriegszeit zu beseitigen.
Zusammen mit dem Ortsteil Karl-Pfaff-Siedlung lebten dort am 31. Dezember 2014 im Ortsbezirk 08 5.410 Einwohner.

## Religion
Vor Ort befinden sich die 1969 errichtete protestantische Versöhnungskirche, die im Stil des Brutalismus gebaut wurde, und die 2007 entstandene katholische Kirche Heilig Kreuz.

## Kultur
Innerhalb von Bännjerrück befindet sich der Menhir von Kaiserslautern.

## Infrastruktur
Vor Ort existiert die Hauptschule Kaiserslautern Bännjerrück. Zudem befindet sich am nördlichen Ortsrand das Studentenwohnheim Meisenweg.
Hauptgeschäftsstraße des Ortsteils ist der Rauschenweg, welcher in der Nähe des Mediamarktes an der Hohenecker Straße beginnt und nach ca. 2 km in die Pariser Straße mündet.
Im Bännjerrück verkehren die Buslinien 104, die je nach Tageszeit im Halbstunden- bis Stundentakt die Siedlung mit dem Schwimmbad Monte Mare oder dem Ortsteil Eselsfürth verbindet, und 114. Letztere verbindet die Universität Kaiserslautern mit der Innenstadt und verkehrt nur zur Hauptverkehrszeit.